# كازيمير الثاني العادل
كازيمير الثاني جود جاست (بالبولندية: Kazimierz II Sprawiedliwy )‏ (و. 1138 – 1194 م) هو سياسي بولندي، ولد في كراكوف، توفي في كراكوف، عن عمر يناهز 56 عاماً.